# Comusia rufa
Comusia rufa är en skalbaggsart som först beskrevs av Maurice Pic 1922.  Comusia rufa ingår i släktet Comusia och familjen långhorningar.
Artens utbredningsområde är Laos. Inga underarter finns listade i Catalogue of Life.